# HMS Rapid (H32)
Pour les autres navires du même nom, voir HMS Rapid.
Le HMS Rapid est un destroyer de classe R de la Royal Navy.

## Histoire
Pendant la construction, le Rapid est adopté par les habitants de Sutton et Cheam dans le cadre de la campagne d’épargne nationale de la Warship Week en 1943.
En février 1943, le Rapid commence les essais en mer et est affecté à la 11e flottille de destroyers (en). Ses premières patrouilles sont la défense de convois atlantiques se rendant à Freetown. Fin 1943, il est affecté à l'Eastern Fleet, basée à Ceylan.
En mars 1945, le Rapid fait partie de la Force 68, servant dans l'océan Indien et plus tard dans le Pacifique. Lors d'une opération, il est endommagé par le feu d'une batterie à terre, faisant 11 morts et 23 blessés. Il est remorqué à Akyab pour être réparé. Les réparations sont achevées en août 1945, il revient pour le débarquement prévu en Malaisie, dans le cadre de l'opération Zipper, qui est annulée après les bombes atomiques.
En 1946, Rapid sert de cible pour la formation aérienne et dans l'escorte de porte-avions. En février 1947, il est basé à Rosyth.
Entre juin 1951 et octobre 1953, il est converti en une frégate de lutte anti-sous-marine de type 15 (en), par Alex Stephen sur le Clyde, avec le nouveau numéro de fanion F138. Entre 1954 et 1965, le Rapid fait partie de la flotte de réserve, mais participe aux Navy Days à Portsmouth en 1959.
En 1965, le Rapid est placé sur la liste de mise au rebut. Cependant, en 1966, il est affecté auprès du HMS Caledonia puis à Rosyth pour aider à la formation en mer des hommes de la salle des machines ainsi qu'un entraînement en mer aux jeunes marins des HMS Raleigh et Ganges. Il est remplacé à ce rôle en 1972 par l'Eastbourne.
Il devient alors un navire cible, endommagé par des missiles lancés par le destroyer Bristol. Après des réparations en 1977, il sert de nouveau de navire cible à Milford Haven. Il est de nouveau inscrit sur la liste de mise au rebut en 1978. Il est coulé dans les atterrages occidentaux par des torpilles du sous-marin Onyx en 1981.